# Gustav Spener
Gustav Spener (* 2. Februar 1826 in Alt Zeschdorf; † 4. Juni 1907 in Berlin-Tiergarten) war ein deutscher Richter und Parlamentarier.

## Leben
Gustav Spener studierte Rechtswissenschaften an der Friedrichs-Universität Halle und der Ruprecht-Karls-Universität Heidelberg. Er wurde im Corps Borussia Halle (1849) und im Corps Saxo-Borussia Heidelberg (1849) recipiert. Nach dem Studium schlug er die Richterlaufbahn ein. Er war Senatspräsident am Oberlandesgericht Hamm und am Kammergericht in Berlin. 1879–1882 vertrat Spener als Abgeordneter den Wahlkreis Magdeburg 8 (Oschersleben, Halberstadt, Wernigerode) im Preußischen Abgeordnetenhaus. Er gehörte der Fraktion der Nationalliberalen Partei an. Er erhielt den Charakter als Geh. Oberjustizrat.